# Octavio García Hernández
Octavio García Hernández (1931-2018) fue un hombre homosexual español represaliado por el franquismo. Debido a su orientación sexual en 1954 fue detenido y condenado sin juicio previo, siendo encarcelado en el campo de concentración de Tefía.

## Biografía
Octavio nació en 1931 en Las Palmas de Gran Canaria, procedente de una familia humilde. Estudió en el barrio de Vegueta y posteriormente continuó sus estudios básicos en Los Salesianos.
A la edad de 24 años Octavio fue detenido el 12 de septiembre de 1955 en aplicación de la Ley de vagos y maleantes, modificada en 1954 para incluir el delito de homosexualidad. Permaneció encarcelado durante 16 meses, durante los cuales permaneció completamente incomunicado con el exterior y fue obligado a trabajos forzados hasta la extenuación. Allí convivió también con su compañero más joven, Juan Curbelo Oramas.
Falleció en 2018.

## Reconocimientos
El 30 de mayo de 2019, propuesto por el presidente Fernando Clavijo Batlle, Octavio recibió de forma póstuma la Medalla de Oro de Canarias en reconocimiento a la injusta represión a la que fue sometido.
Así mismo, Octavio sirvió de inspiración a la hora de crear al personaje principal del cómic El Violeta, de Juan Sepúlveda, Antonio Santos y Marina Cochet, en el que se muestra la cruda situación de los hombres homosexuales durante la dictadura franquista.